# Oued Zitoun
Oued Zitoun (în arabă وادى الزيتون) este o comună din provincia El Tarf, Algeria.
Populația comunei este de 5.881 de locuitori (2008).